# 世界樹の迷宮IV 伝承の巨神
『世界樹の迷宮IV 伝承の巨神』（せかいじゅのめいきゅうフォー でんしょうのきょじん）は、アトラスから2012年7月5日に発売されたニンテンドー3DS用ロールプレイングゲーム。

## 概要
『世界樹の迷宮III 星海の来訪者』に続く『世界樹の迷宮』シリーズ4作目に当たる作品で、システムは従来のシリーズと同じく『ウィザードリィ』に近いスタイルの3DダンジョンRPGとなっている。

## ストーリー
辺境に位置する街「タルシス」。この街を治める領主は、はるか遠くにそびえる世界樹にまつわる伝承を解き明かそうとしていた。
知らせを受けた多くの冒険者が街を訪れ、その中に君達の姿もあった。果たして世界樹の謎とは何なのか。大空を駆け巡る冒険が始まる。

## システム

### システム概要
ゲームを開始すると、プレイヤーは世界樹を望む街「タルシス」にやって来た新人冒険者としてギルドの名前を設定し、プレイヤーキャラクター達の職業・名前を自由に選択し、パーティを組んで冒険に旅立つ事になる。
今作は新たに「気球艇」によって空を巡り、大地に点在する迷宮や小迷宮を探索する要素が加わった。前作に引き続きすれ違い通信によるギルドカードやキャラクター等の交換も行える。
また、今作はモンスターが3Dモデルとして立体化されているほか、ニンテンドー3DSの立体視機能を活かした3D表示にも対応している。

### マッピング

#### 大地
従来作のようなダンジョンのマッピングだけで無く、気球艇による大地のマッピングも可能となっている。大地には迷宮やさまざまな仕掛け、後述するF.O.E.や食材が配置されている。

#### 迷宮・小迷宮
今作では大規模な迷宮に加え、大地に点在する小迷宮も探索することが可能である。それぞれの小迷宮は独特の趣向を凝らしてあり、クエストの舞台にもなっている。

### 戦闘
迷宮を探索中にエンカウントし、戦闘に突入する。古典的なコマンド選択式になっており、各キャラクターのスキル等を駆使して戦っていく。今作の特徴として、ターン数を消費せずに前衛・後衛を移動できるほか、モンスターの群れにも前衛・後衛が存在する。行動によってパーティの「バーストゲージ」が貯まっていき、これを消費することで強力な効果をもった「バーストスキル」が使用できる。

### モンスター・『F.O.E.』
迷宮で遭遇する通常のモンスターの他に、F.O.E.と呼ばれるモンスターが存在する。F.O.E.は強力ではあるが、一定の行動様式を持っているので回避する事も可能になっている。モンスター・F.O.E.ともに稀少個体と呼ばれる光輝く個体がまれに出現し、この個体は通常より攻撃力が高い代わりに取得経験値が多い。また、今作は敵グラフィックが3Dポリゴンモデルになっており、戦闘前から姿が分かるようになった。状態や行動によって様々な動きを見せる。

### 食材
大地に点在する食材を調理することでパーティのパラメータが一時的に変化する。また、食材を利用することでF.O.E.の行動に干渉することも可能。

### ギルドカード
各プレーヤーはそれぞれに、冒険者パーティの情報が記載されたギルドカードを所持している。これはすれ違い通信やQRコードによって交換しあう事が可能で、そこから大地に隠された秘宝情報や育成したキャラクターを取得できる。

### QRコード
ニンテンドー3DSの背面に配置されているカメラを用いる事でQRコードを解読する事ができる。それによってアイテム・ギルドカード・クエストなどが受信可能になっている。

### 職業
プレイヤーは、多彩なスキル（技・術など）を持つ最大10種類の職業から最大5人のパーティを組んで迷宮を攻略していくこととなる。「世界樹の迷宮」「世界樹の迷宮II」に登場した職業も一部復活しているが、部分的に共通する特徴を持つ程度で、実質的には新職扱いとなる。
また、ストーリーをある程度進めるとサブクラスを取得することができるようになる。メインとして就いている職業とは別の職業を一つ選び、その職業のスキルの大半も習得できるようにするシステムである。2つの職の組み合わせにより、様々な特徴を持ったキャラクターを作ることができる。

#### 最初から選べる職業
ソードマン
前衛での攻撃に特化した戦士。剣や突剣を携え、先陣を切ることで味方全体の補助する。属性をまとった攻撃により後続のメンバーと連携することにも長けている。
フォートレス
優れた防御力を誇る重戦士。盾を駆使し、味方を庇う防御スキルで守りの要となる。槌を使った攻撃スキルも使用可能。また前衛で攻撃を受けることでTPを回復することができる。
スナイパー
遠距離から攻撃することに秀でた弓の使い手。敵の部位を狙撃し封じることができ、スキルによる攻撃でクリティカルが発生するため、アタッカーとしても活躍する。
ナイトシーカー
二刀流による連続攻撃と、敵の弱体化および弱体化した敵への追撃を主体とした職業。影に潜みつつ多彩な状態異常攻撃を仕掛け、さらに状態異常の敵への攻撃力が増す固有スキルによって強烈なダメージを与える。反面、前衛としては非常に脆い。
メディック
医術を駆使して味方の傷を癒す回復特化職。過去作と同じく、育て方次第では鈍器を振るう前衛として戦う事も可能。
ダンサー
踊りによって味方を鼓舞し、様々な補助効果を与えるサポート職業。追撃に関するスキルも豊富で、剣と弓が装備可能なため、アタッカーにもなれる。その特性上、前衛・後衛のどちらでも活躍できる万能職。
ルーンマスター
ルーンの働きによって術式を発動させる事ができる属性攻撃職。属性術で物理の効かない敵に効果的なダメージを与え弱点を突くだけでなく、堅牢な敵を相手にする際には大いに活躍する。

#### 条件を満たすと選べる職業
ミスティック
森に生きる種族が編み出した、特殊な陣を操る職業。方陣スキルで数ターンに渡って敵全体に状態異常や封じを付与できるほか、破陣スキルで方陣を消去し、回復や攻撃の効果も発揮させられる。
モノノフ
洞窟に暮らす獣型亜人の武士。生命力や精神力を代償にして攻撃力を大きく増すことができ、刀や鈍器など攻撃力の高い武器を装備できるため、前衛職業の中でもトップクラスの威力を誇る。また通常攻撃で自身を回復することもできるため、継戦能力にも優れる。
インペリアル
機械式の大剣・砲剣を振るう騎士。ドライブスキルの一撃は極めて強力だが、使用するたびに砲剣がオーバーヒートしてしまうため連射が利かない。ただしオーバーヒート中でも使えるエッジスキルにより、砲剣を冷却したり、自身のTPを回復したりできるため、上手く計算すれば効率的に戦うことができる。

### 周回プレイ
前作に引き続き周回プレイが導入されている。本作からマップや図鑑など、引き継ぐ項目をそれぞれ選択可能になった。

## 登場人物
声はドラマCD版のキャスト。

### 街の人たち
宿屋のおかみ / セフリムの宿
声 - 河合紗希子
宿屋を営む朗らかな女性。時々得体の知れない一面を見せることもある。新天地の素材もすぐに調理してしまう腕も相当なもの。
工房の娘 / ベルンド工房
声 - 菅あやか
工房で働く鍛冶見習いの少女。小柄な体にハンマーを抱えた姿にはファンも多いという。
女店主 / 踊る孔雀亭
酒場を切り盛りする女主人。冒険者へのクエストも斡旋する。
ギルド長 / 冒険者ギルド
筋肉質で大柄な体躯と禿げ上がった頭が特徴の壮年男性。自他の鍛錬を何よりも好む。
港長 / カーゴ交易場
声 - 堀龍也
若いながらも港をまとめあげる技術士の青年。気球の整備には誰よりも詳しい。
辺境伯 / マルク統治院
声 - 蓮岳大
タルシスを統治する貴族。冒険者達に世界樹の謎を解き明かすお触れを発令した。腕に抱えている愛犬の名はマルゲリータ。ちなみに「辺境伯」は実在する称号。
ワールウィンド / ローゲル
声 - 津田健次郎
飄々とした風体の冒険者。しばしば他の冒険者達の前に現れては手助けをしてくれる。噂では10年前のある日、突然街に現れたとされる。
その正体は失われた科学文明を今に伝える「帝国」の騎士・ローゲル。10年前、各大地を隔てる結界を調査する任務に出発したが、タルシス方面で気球艇が墜落してしまい、現在に至る。任務のために冒険者達と対立するが、忠義と良心の狭間で揺れ動く。
第4迷宮でNPCとしてゲスト参入し、ボス撃破後は冒険者一行のギルドメンバーにもできる。クラスはインペリアル / ソードマン。
キルヨネン
大地を探索する冒険者の一人。双臂王ピョルンスタットに仕える聖印騎士団の一員。
泣き黒子と中性的な顔つきが特徴の青年フォートレスで、青い帆の気球艇を使っている。
特定の戦闘でNPCとしてゲスト参入する。クラスはフォートレス / ルーンマスター。
ウィラフ
声 - 深見梨加（世界樹の迷宮X）
大地を探索する冒険者の一人。南国風の女性ダンサーで、赤い帆の気球艇を使っている。兄弟が数名いるようである。
特定の戦闘でNPCとしてゲスト参入する。クラスはダンサー / ソードマン。
巫女 / シウアン
声 - 岩崎みゆき
森の種族「ウロビト」たちが崇める巫女。世界樹の声を聞くことができる特別な存在。
ウーファン
声 - 五十嵐裕美
「ウロビト」の女性術師。長いあいだ巫女に付き添い、守護してきた。生真面目だがメンタル面は意外に脆く、心を簡単に惑わされて自分の考えに疑問を持ち始めることもある。
第2迷宮でNPCとしてゲスト参入し、ボス撃破後は冒険者一行のギルドメンバーにもできる。クラスはミスティック。
キバガミ
声 - 三宅健太
洞窟に暮らす獣人「イクサビト」の酋長。牛頭の武人。奇病に冒された部族の者を甲斐甲斐しく看護する。
豪快な外見に見合わず、近道の隠し通路を通って先に進もうとしてもそれを予測してその先で待っているなど、意外と抜け目が無い人物。
第3迷宮でNPCとしてゲスト参入し、ボス撃破後は冒険者一行のギルドメンバーにもできる。クラスはモノノフ / メディック。
バルドゥール
「帝国」の若き皇子。行方知れずとなった父・皇帝アルフォズルの遺志を継ぎ、帝国の復興を悲願とする。父が亡くなったことは知らず、今もその帰還を信じている。
臣下からの忠誠は篤いが、バルドゥール自身は心を許せる存在を長らく失っていたため、孤独から余裕をなくしている。
特定の戦闘でNPCとしてゲスト参入する。クラスはインペリアル。
フォウ=デ=ロシェ
通称「ふぉーちゃん」。本作のプロモーションサイト「星巡りのフォウ ふぉーちゃんの旅日誌」にて世界を駆け回っている。同サイトで配布しているQRクエストにも登場する。

### ボス
獣王ベルゼルケル
第1迷宮のボス。紅い鬣と、人差し指だけ異様に鋭い爪を持った大熊の魔物。
ホロウクイーン
第2迷宮のボス。謎の魔物であるホロウたちの母体。
キバガミ
第3迷宮の中ボス。冒険者一行の力を試すべく戦うことになる。
ホムラミズチ
第3迷宮のボス。赤熱するウロコに覆われた巨大なトカゲの魔物。
ローゲル
第4迷宮の中ボス。皇子の目的を阻もうとする冒険者達と対立する。
揺籃の守護者
第4迷宮のボス。古の技術によって生み出されたロボット型の魔物。
翠翼の呪皇
第5迷宮のボス。敵として戦う際のバルドゥールの名称。巨人の浄化の力の副作用で体の至る所から植物が生えている。
楽園への導き手
本作のラストボス。浄化の能力を行使する巨人としての形態を取った世界樹。巫女により浄化能力は抑えられている。
悪食の妖蛆
第6迷宮のボス。世界樹が暴走した際の抑止力として研究されていた魔物だが、人間の手に負える存在ではなく第6迷宮に封印されていた。
歪みし豊穣の神樹
悪食の妖蛆に喰われ、その体内で浄化の力を暴走させた世界樹。悪食の妖蛆を倒すと、その身体を突き破って出現する。
偉大なる赤竜
クエストボス。第1大地を住処とする竜。
氷嵐の支配者
クエストボス。第2大地を住処とする竜。
雷鳴と共に現る者
クエストボス。第3大地を住処とする竜。
冥闇に堕した者
クエストボス。神竜によって第4大地に封印されていた邪悪な竜。封印の役目を持った三竜が冒険者によって討伐されたことで復活した。

## 大地と迷宮
第1大地　風馳ノ草原
第1迷宮 碧照ノ樹海
小迷宮 森の廃鉱
小迷宮 小さな果樹林
小迷宮 獣谷の泉
第2大地 丹紅ノ石林
第2迷宮 深霧ノ幽谷
小迷宮 瘴気の森
小迷宮 人食い蛾の庭
小迷宮 騒がしい沼地
第3大地　銀嵐ノ霊峰
第3迷宮 金剛獣ノ岩窟
小迷宮 蝙蝠の狭き巣穴
小迷宮 猛毒洞穴
小迷宮 凍てついた地底湖
第4大地　絶界雲上域
第4迷宮 木偶ノ文庫
第5迷宮 煌天破ノ都
第6迷宮 暗国ノ殿
小迷宮 南の聖堂
小迷宮 風止まぬ書庫
小迷宮 金鹿図書館

## スタッフ
- ディレクター - 金田大輔[5]
- キャラクターデザイン - 日向悠二[5]
- 音楽 - 古代祐三[5]
- 背景美術 - 山本二三[5]

## ドラマCD
2013年7月24日発売。サブタイトルは『囚われの巫女と三姉弟』。

### 登場人物（ドラマCD）
キリカ・ヴァラディ（ソードマン）
声 - 仙台エリ
本作の主人公。ヴァラディ三姉弟の次女。
ルーク・ヴァラディ（メディック）
声 - 市来光弘
ヴァラディ三姉弟の末弟。
エレノア・ヴァラディ（ナイトシーカー）
声 - 小松未可子
ヴァラディ三姉弟の長女。
ラット（スナイパー）
声 - 松尾大亮
ミール（ソードマン）
声 - 河合紗希子

## 関連商品
- 世界樹の迷宮IV 伝承の巨神 アクセサリーキット for ニンテンドー3DS